# Hermann Otto Sieveking

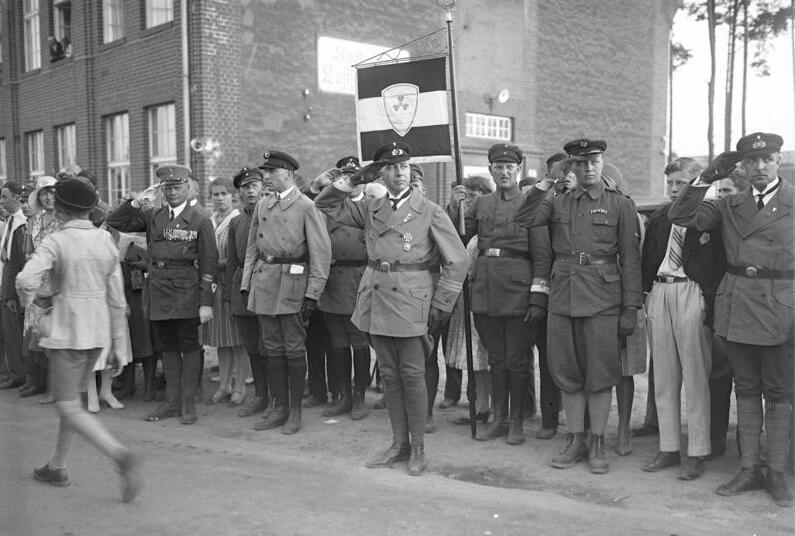
Reichstreffen des Bismarckbundes, Vorbeimarsch der Mitglieder des Bismarckbundes vor dessen Reichsführer H. O. Sieveking im Luftschiffhafen, Potsdam, Juni 1930

Hermann Otto Sieveking (* 24. März 1891 in Straßburg; † 4. September 1931 am Tegernsee)  war ein deutscher Oberleutnant und Kaufmann und von März 1923 bis zu seinem Tode im September 1931 Vorsitzender des deutschnationalen Bismarckbundes. Er gab diesem Jugendverband der Deutschnationalen Volkspartei (DNVP) einen paramilitärischen Charakter.

## Familie
Hermann Otto Sieveking entstammt einer wohlhabenden hamburgischen Familie. Seine Eltern waren der Ministerialbeamte Karl Sieveking (1863–1932) und dessen Ehefrau Luise, geb. Back (1865–1956). Hermann Ottos Schwester Ursula wurde 1895 geboren († 1979). Verheiratet war Hermann Otto Sieveking mit Emmi, geb. von Bülow (1888–1956).

## Lebensweg
Sieveking studierte vor dem Ersten Weltkrieg Jura in Kiel. Nach dem Ersten Weltkrieg wurde Hermann Otto Sieveking, der Oberleutnant im Garde-Dragoner-Regiment (1. Großherzoglich Hessisches) Nr. 23 gewesen war, infolge der Versailler Abrüstungsauflagen aus dem Militär entlassen; sein Regiment bis zum 1. Mai 1919 aufgelöst.
Im Jahr 1922 wurde Sieveking Vorsitzender der Hamburger Landsmannschaft der Bismarckjugend, des Jugendverbandes der Deutschnationalen Volkspartei (DNVP), deren Motto – in der Weimarer Republik! – „Mit Gott für Kaiser und Reich“ lautete. Die Bismarckjugend strebte die Überwindung der repräsentativ-demokratischen Verfassung der Weimarer Republik an.
Im März 1923 wurde der damals 32-jährige Hermann Otto Sieveking Reichsführer der Bismarckjugend, als Amtsnachfolger von Wilhelm Kube, der die Bismarckjugend mitbegründet hatte, aber im September 1923 aus deren Mutterpartei DNVP austrat und stattdessen Mitglied der Deutschvölkischen Freiheitspartei wurde. Nach seinem zweiten Reichsjugendtag im März 1923 in Goslar erhielt der Parteijugendverband der DNVP unter Sievekings Führung eine straffere, zentralistisch ausgerichtete Organisationsstruktur. So, wie Sieveking zunächst den heterogenen Hamburger Landesverband der Bismarckjugend zu einer einheitlichen, schlagkräftigen Organisation zusammenschweißte und dabei den Verlust der christlich-sozialen Kräfte in Kauf nahm, gelang es ihm ab 1923 auch, den Reichsverband der Bismarckjugend zu zentralisieren und zu einem völkischen Wehrverband umzubilden.

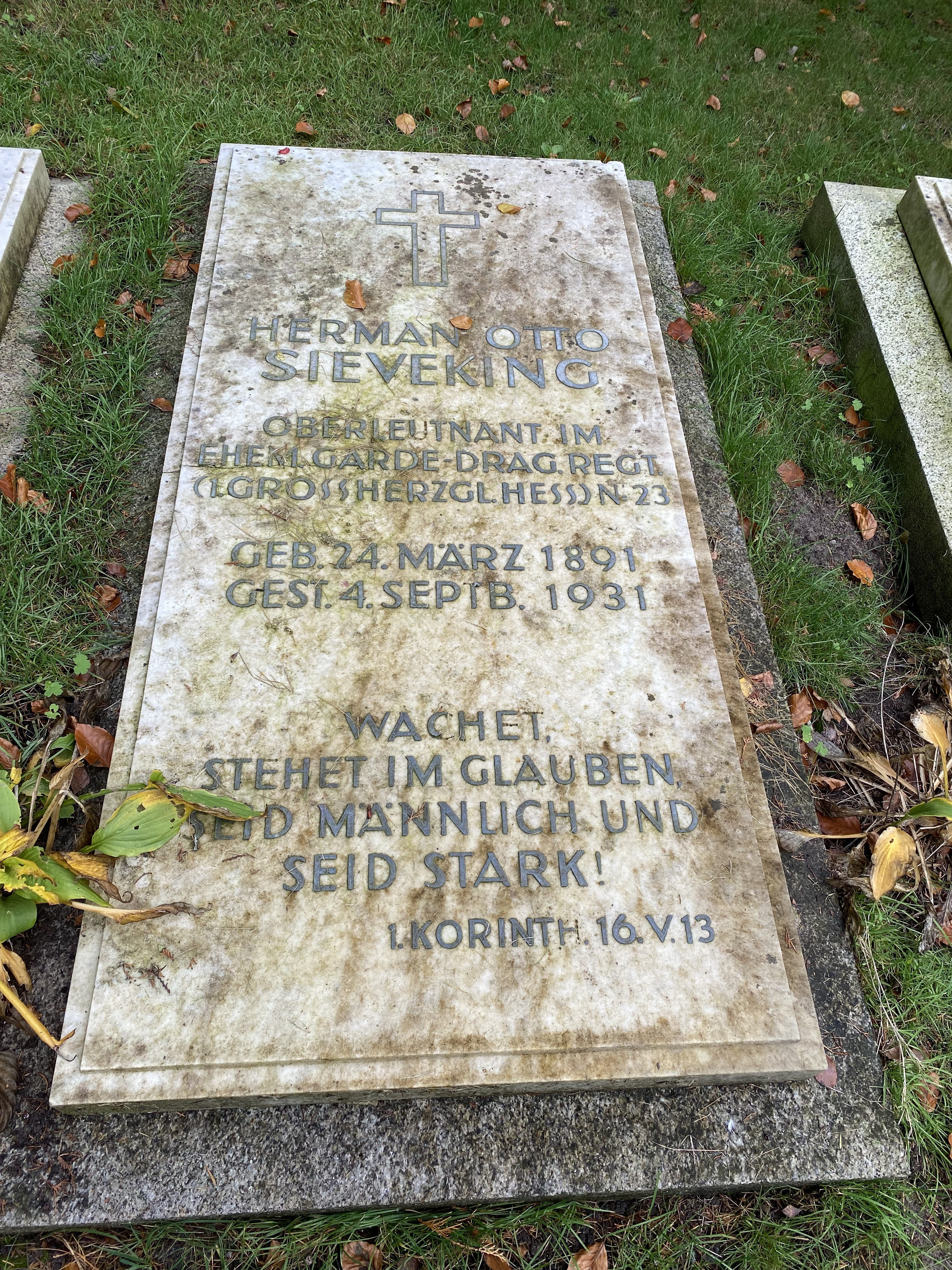
Grabplatte in der Familiengrabstätte

Für die „Bismärcker“ unter der Führung von Hermann Otto Sieveking war die Wiedererrichtung der Monarchie in Deutschland ein vorrangiges politisches Ziel. In ihrer praktischen Arbeit nahm die Bismarckjugend Elemente der Wandervogelbewegung und des Pfadfindertums auf, es wurden Heimat- und Filmabende sowie Landausflüge und paramilitärische Übungen veranstaltet. Dessen ungeachtet verlor der Verband im Jahr 1924 zahlreiche Mitglieder an die nationalistischen Wehrverbände, vor allem an den Jung-Stahlhelm.
Die DNVP verwehrte ihrer Jugendorganisation zunächst den Wunsch, ihren Führer Hermann Otto Sieveking als Kandidaten für die Reichstagswahlen aufzustellen. Schließlich beugte sich die Parteiführung dem Druck der „Bismärcker“ aber zum Schein doch und bot Sieveking kurzfristig den – chancenlosen – 36. Platz ihrer Kandidatenliste zur Reichstagswahl vom 20. Mai 1928 an.
Sieveking starb am 4. September 1931 im Alter von nur 40 Jahren an Blutvergiftung. Er wurde auf dem Nienstedtener Friedhof in Hamburg beigesetzt. Nach Sievekings unerwartet frühem Tod wählte der Bismarck-Bundesrat im Dezember 1931 den Reichstagsabgeordneten Herbert von Bismarck (1884–1955) zu seinem Nachfolger im Vorsitz des Bismarckbundes.